# Cantón de Saint-Lys
El cantón de Saint-Lys era una división administrativa francesa, que estaba situada en el departamento de Alto Garona y la región de Mediodía-Pirineos.

## Composición
El cantón estaba formado por once comunas:
- Bonrepos-sur-Aussonnelle
- Bragayrac
- Cambernard
- Empeaux
- Fonsorbes
- Fontenilles
- Lamasquère
- Saiguède
- Sainte-Foy-de-Peyrolières
- Saint-Lys
- Saint-Thomas

## Supresión del cantón de Saint-Lys
En aplicación del Decreto n.º 2014-152 de 13 de febrero de 2014, el cantón de Saint-Lys fue suprimido el 22 de marzo de 2015 y sus 11 comunas pasaron a formar parte; ocho del nuevo cantón de Plaisance-du-Touch, dos del nuevo cantón de Cazères y una del nuevo cantón de Muret.